# Affaire Gérard Mercury
Pour les articles homonymes, voir Mercury.
Pour un article plus général, voir Abus sexuels sur mineurs dans l'Église catholique en France.
L'affaire Gérard Mercury est une affaire judiciaire mettant en cause le prêtre pédophile Gérard Mercury. Il est condamné une première fois en 1991 à 18 mois de prison dans le diocèse de Fréjus-Toulon. Puis après avoir purgé sa peine il est déplacé dans le diocèse de Bordeaux où il récidive. Il est alors condamné à 4 ans de prison en septembre 2001. 

## Historique
Gérard Mercury est condamné, en 1991, à 18 mois de prison avec sursis dans le Var par le tribunal de Draguignan pour « exhibition sexuelle » auprès de jeunes âgés de 11 à 15 ans dans le diocèse de Fréjus-Toulon. À l'époque il travaillait dans quatre paroisses à proximité de Brignoles, .
À la suite de cette condamnation, il est muté dans le diocèse de Bordeaux. Il exerce dans les paroisses de Bègles, de Léognan, de Saint-Médard-d'Eyrans, puis à partir de 1998 à Pessac,.
De 1994 à 1999, dans les paroisses de Léognan et de Saint-Médard-d'Eyrans, il agresse plusieurs jeunes garçons.
En octobre 2000, Gérard Mercury est mis en examen pour « agressions sexuelles sur mineurs de moins de 15 ans » puis écroué.
En septembre 2001, Gérard Mercury  est condamné à 4 ans de prison avec une interdiction à vie d'une activité en lien avec des enfants. Il doit par ailleurs, pendant 10 ans après sa libération, se soumettre à un contrôle judiciaire et médical. En novembre 2001, Gérard Mercury est rendu à l'état laïc. 
À la suite de cette affaire et de la condamnation de l'évêque Pierre Pican à trois mois de prison avec sursis, pour ne pas avoir signalé à la justice les agissements pédocriminels de l'abbé René Bissey, la Conférence des évêques de France crée, en novembre 2001, le Comité consultatif en matière d'abus sur mineurs. Celui-ci est composé de 11 membres, il est présidé par Bernard-Nicolas Aubertin. Trois objectifs lui sont fixés : « Offrir une aide aux victimes ; organiser le suivi des personnes condamnées ; renforcer la formation des acteurs de la pastorale en matière de prévention »,. Selon Bernard-Nicolas Aubertin, Gérard Mercury est le premier prêtre qui a fait l'objet d'une destitution pour abus sexuels.
Après la publication du rapport de la Commission indépendante sur les abus sexuels dans l'Église en octobre 2021, Jean Rouet, vicaire général du diocèse de Bordeaux, indique concernant Gérard Mercury : « Je le confesse avec honte. À cette époque, les responsables des diocèses invitaient d'autres diocèses à accueillir un prêtre, sans leur dire quoi que ce soit sur son passé. Nous-mêmes, ici à Bordeaux, n'avons pas posé de questions. C'était une naïveté coupable ».